# 萊爾冰川
萊爾冰川（英語：Lyell Glacier, South Georgia），是南極洲的冰川，位於南喬治亞島，最終注入哈蓬灣，由奧托·努登舍爾德率領的瑞典探險隊繪入地圖，現時由英國海外領土管轄。